# 658

## Nașteri
- dată necunoscută: Willibrord  (d. 739)

## Decese
- dată necunoscută: Samo  (n. ?)